# Cynoscion nannus
Cynoscion nannus és una espècie de peix de la família dels esciènids i de l'ordre dels perciformes inofensiu per als humans.
Es troba a la costa del Pacífic de Mèxic.
És un peix marí, d'aigües profundes i bentopelàgic que viu entre 100-812 m de fondària.
Els mascles poden assolir 27 cm de longitud total.